# Урочище «Жафино»
Уро́чище «Жа́фино» — ботанічна пам'ятка природи місцевого значення в Україні. Розташована в межах Сокирянської міської громади Дністровського району Чернівецької області, біля південно-західної околиці села Розкопинці.
Площа 2 га. Статус присвоєно згідно з рішенням облвиконкому від 30.05.1979 року № 198. Перебуває у віданні Василівської сільської ради.
Статус присвоєно для збереження частини лісового масиву, де зростає адоніс — цінна лікарська рослина.